# Moteur boxer série G Citroën
Le moteur boxer Série G est un moteur thermique automobile à combustion interne, essence quatre temps, avec quatre cylindres à plat opposés de type boxer (flat-four), développé par Citroën et Panhard, produit par Citroën de 1970 à 1986, et jusqu'en 1996 par le constructeur roumain Oltcit.
Les cylindres jumeaux en fonte sont assemblés de chaque côté au bloc en aluminium, refroidi par air pulsé, à arbre à cames en tête commandé par une courroie de distribution crantée de chaque côté, avec  deux culasses hémisphériques en aluminium et huit soupapes en tête.

## Caractéristiques et évolution
Ce moteur boxer a été conçu au milieu des années soixante en collaboration avec Panhard détenu par Citroën, pour équiper le futur modèle qui allait devenir la Citroën GS. La conception de cette nouvelle motorisation est dirigée par l'ingénieur Jean Dupin, qui prend comme base le moteur boxer bicylindre (flat-twin) refroidi par air de la 2 CV, en doublant le nombre de cylindres, de manière à atteindre une capacité et une puissance adaptées au segment de marché du nouveau modèle, et créer à moindre coût une unité compacte et légère, dépourvue de circuit de refroidissement, de radiateur et de pompe à eau. Une unité de conception entièrement nouvelle, en tenant compte des coûts de développement associés, aurait grandement influé sur le prix final de la GS.
En 1967 est retenu le projet qui donnera naissance à la GS : parmi plusieurs solutions proposées pour le moteur, c'est celle du quatre cylindres opposés horizontalement de Jean Dupin qui est choisie et fut ensuite portée à son développement final. La cylindrée prévue initialement, égale à 950 cm3, a été augmentée à 1 015 cm3, pour mieux tenir compte du segment de marché qu'occuperait la future GS. Ce moteur d'un litre de cylindrée a été la première option proposée. Le sens de rotation de ce moteur est horaire (côté distribution). Des essais d'endurance du moteur sur route ont été effectués pendant de longs mois en région parisienne avec des Ami 6 berline banalisées, à l'avant rallongé, ailes et capot, pour loger ce nouveau moteur, et furent confiées à des essayeurs de la marque.
Plusieurs versions de ce moteur ont été développées, les différentes variantes eurent des cylindrées comprises entre 1 et 1,3 litre. Les applications ne se sont pas limitées aux seuls modèles GS et GSA et l'Ami Super, mais aussi à la Oltcit-Citroën Axel, produite en Roumanie jusqu'en 1996, l'année qui a marqué l'arrêt de production définitif de ce moteur série G. 
| Variante | Alésage et course (mm) | Cylindrée | Alimentation                                                                                   | Taux de compression | Puissance (ch / tr/min) | Couple (N m / tr/min) | Autre caractéristique                                                               | Applications                       | Année de production |
| -------- | ---------------------- | --------- | ---------------------------------------------------------------------------------------------- | ------------------- | ----------------------- | --------------------- | ----------------------------------------------------------------------------------- | ---------------------------------- | ------------------- |
| G10/612  | 74 x 59                | 1 015 cm3 | Carburateur double corps Solex 28 CICM ou Weber 30 DG S1                                       | 9:1                 | 55.5/6500               | 70.6/3500             | -                                                                                   | Citroën GS                         | 1970-75             |
| G10/612  | 74 x 59                | 1 015 cm3 | Carburateur double corps Solex 28 CICM ou Weber 30 DG S1                                       | 9:1                 | 53.5/6500               | 70.6/3500             | -                                                                                   | Citroën Ami Super                  | 1972-76             |
| G10/612  | 74 x 59                | 1 015 cm3 | Carburateur double corps Solex 28 CICM ou Weber 30 DG S1                                       | 9:1                 | 55/6500                 | 70.6/3500             | Distribution renforcée Réduction des émissions polluantes                           | Citroën GS                         | 1975-77             |
| G10/611  | 74 x 59                | 1 015 cm3 | Carburateur double corps Solex 28 CICM ou Weber 30 DG S1                                       | 9:1                 | 55.5/6000               | 70.6/3500             | Préparé pour boîte de vitesses semi-automatique                                     | Citroën GS Convertisseur           | 1971-72             |
| G11/631  | 74 x 65,6              | 1 129 cm3 | Carburateur double corps Solex CIC4                                                            | 9:1                 | 56/5750                 | 79/3500               | -                                                                                   | GS X                               | 1974-79             |
| G11/631  | 74 x 65,6              | 1 129 cm3 | Carburateur double corps Solex CIC4                                                            | 9:1                 | 56/5750                 | 79/3500               | -                                                                                   | Citroën GSpécial                   | 1977-80             |
| G11/631  | 74 x 65,6              | 1 129 cm3 | Carburateur double corps Solex CIC4                                                            | 9:1                 | 56/5750                 | 79/3500               | -                                                                                   | Citroën GSA Club                   | 1979-83             |
| G11/631  | 74 x 65,6              | 1 129 cm3 | Carburateur double corps Solex CIC4                                                            | 9:1                 | 56/5750                 | 79/3500               | -                                                                                   | Citroën GSA Spécial                | 1980-83             |
| G11/631  | 74 x 65,6              | 1 129 cm3 | Carburateur double corps Solex Carfil 28 CIC 4 - CIT 234                                       | 9:1                 | 57.5/6250               | 79.5/3500             | Produit par Oltcit à Craiova (RO)                                                   | Oltcit-Citroën Axel 11             | 1981-96             |
| G103/612 | 77 x 65,6              | 1 222 cm3 | Carburateur double corps Solex 28 CIC ou Weber 30 DG S1 (Weber 30 DG 2 depuis 02/1975)         | 8.2:1               | 60/5750                 | 87.3/3250             | -                                                                                   | Citroën GS 1220                    | 1972-75             |
| G103/611 | 77 x 65,6              | 1 222 cm3 | Carburateur double corps Solex 28 CIC ou Weber 30 DG S1 (Weber 30 DG 2 depuis 02/1975)         | 8.2:1               | 60/5750                 | 87.3/3250             | Préparé pour Boîte de vitesses semi-automatique                                     | Citroën GS 1220 Convertisseur      | 1972-75             |
| G12/612  | 77 x 65,6              | 1 222 cm3 | Carburateur double corps Solex 28 CIC ou Weber 30 DG S1 (Weber 30 DG 2 depuis 02/1975)         | 8.2:1               | 59/5750                 | 87.3/3250             | Les émissions polluantes réduites                                                   | Citroën GS 1220                    | 1975-79             |
| G12/611  | 77 x 65,6              | 1 222 cm3 | Carburateur double corps Solex 28 CIC ou Weber 30 DG S1 (Weber 30 DG 2 depuis 02/1975)         | 8.2:1               | 59/5750                 | 87.3/3250             | Préparé pour Boîte de vitesses semi-automatique                                     | Citroën GS 1220 C-Matic            | 1975-79             |
| G12/619  | 77 x 65,6              | 1 222 cm3 | Carburateur double corps Solex 28 CIC4                                                         | 8.9:1               | 65/5750                 | 91.2/3500             | -                                                                                   | Citroën GS X2                      | 1974-78             |
| G13/625  | 79,4 x 65,6            | 1 299 cm3 | Carburateur double corps Weber 30DGS 13/250 (Solex 28 CIC 185 depuis 05/1978)                  | 8.7:1               | 65/5500 64/5500         | 98.1/3300             | -                                                                                   | Citroën GS X3 GSA club, pallas, X3 | 1978-79             |
| G13/646  | 79,4 x 65,6            | 1299cm3   | Carburateur double corps Solex 28 CIC5 CIT 247 ou Weber 30DGS 25/250 (BVM) ou 26/250 (C-Matic) | 8.7:1               | 65/5500 64/5500         | 96/3500               | Optimisation minime consommation de carburant et émissions réduites Dit «1300 ECO » | Citroën GSA depuis AM82            | 1981-86             |
| G13/649  | 79,4 x 65,6            | 1301cm3   |                                                                                                | 8.7:1               | 64                      | 96                    | 1300 ECO spécifique Italie                                                          | Citroën GSA Italie                 | 1981-86             |
| T13/653  | 79,4 x 65,6            | 1299cm3   | Carburateur double corps Solex Carfil 28 CIC - CIT 361                                         | 8.7:1               | 61.5/5500               | 96/3250               | Produit par Oltcit à Craiova (RO)                                                   | Oltcit-Citroën Axel 12             | 1981-96             |
| T13/654  | 79,435 x 65,6          | 1301cm3   |                                                                                                | 8.7:1               | 61,5/5500               | 96/3250               | 1300 ECO spécifique Italie                                                          | Citroën Axel Italie                | Juin 1984-?         |